# Antistof (fysik)
 For alternative betydninger, se Antistof. (Se også artikler, som begynder med Antistof)
Antistof er masse, som er opbygget af antipartikler på samme måde som stof er opbygget af partikler. Antipartikler betegnes med en streg over symbolet for deres partikel. Antileptoner med en ladning (det vil sige positronen, antimyonen og antitauen) er undtaget fra denne regel.

## Teoretiske historie
I 1928 opstillede fysikeren Paul Dirac en række ligninger til at beskrive elektronens bevægelser i atomet ved at kombinere Kvantemekanikken og relativitetsteorien. Det viste sig dog, at hans ligninger også virkede, hvis ladningen af elektronen var positiv. Dette skyldes, at ladningen i ligningerne var i anden potens. (Dette skyldes, at når man ganger et negativt tal med sig selv, så giver det et positivt.) Derfor foreslog Paul Dirac eksistensen af en antipartikel til elektronen, den såkaldte positron, som blandt andet har positiv ladning.

## Egenskaber
Antistof er ifølge de nuværende teorier et perfekt spejlbillede af stof. Dette skyldes CPT-teoremet, også kaldet CPT-symmetri. Teoremet siger, at hvis man ændrer ladningen (C i CPT, da ladning er charge på engelsk), pariteten (P, Paritet betyder koordinater) og tiden (T), så vil de fysiske love være de samme. Idet ladningen, pariteten og tiden er omvendt for antistof, vil antistof opføre sig på samme måde som stof. Så selvom at antistof har negativ energi, måler man det som positiv energi. Dette skyldes, at antistof bevæger sig bagud i tid.
Der er dog ikke helt klarhed over, hvordan tyngdekraften virker på antistof. Dette skyldes, at det er teoretisk muligt, at tyngdekraften virker anderledes på antistof end på stof. Dette er i overensstemmelse med, da denne ikke gælder CPT-teoremet, hvis tyngdekraften har en betydning. Dog antager de fleste forskere, at tyngdekraften virker på samme måde over for antistof som stof.
I følge teorierne om kvantegravitationen, som prøver at forene kvantemekanikken og den generelle relativitetsteori, kan der eksistere 2 yderlige tyngdekraftlignende kræfter. Teorien er, at disse to kræfter udligner hinanden ved stof, men de ved antistof forstærker hinanden. Hvis denne teori er rigtig, vil det betyde, at antistof falder hurtigere end stof. Standardmodellen tillader også, at antistof frastøder stof, hvis det viser sig at være sandt, så vil den generelle relativitetsteori skulle omskrives, idet det vil være et opgør med Einsteins svage ækvivalensprincip.

### Eksperimenter
For at teste forskelle på stof og antistof er der flere forsøg i gang på CERN. ASACUSA prøver at teste CPT-teoremet ved at lave såkaldte antiprotonisk helium. Dette fremstilles ved at udskifte det ene af heliummets elektroner med en antiproton. Dette sker ved at skyde antiprotoner fra Antiproton Decelerator (AD) ind i en heliumgas, der næsten er kølet ned til det absolutte nulpunkt. Når det hybride atom er fremstillet, bliver det beskudt med en laserstråle med den rette frekvens, for at få antiprotonen til at foretage et kvantespring. Idet den hopper tilbage, udsender den en foton, som dermed kan måles. Frekvensen af disse fotoner kan forskerne så sammenligne med teorier for netop hybride atomer. De forsøg, der har været fortaget med protonisk helium har ikke vist sig i uoverensstemmelse med CPT-symmetrien. Det samme gælder de forsøg, der er blevet foretaget med positronium.
Forsøgene ALPHA og ATRAP har som mål at måle linjespektrummet for antibrint for at kunne sammenligne dette med brints. For at kunne gøre dette er forskerne nødt til at fremstille og fastholde antibrintatomerne tilpas længe til at kunne lave præcise målinger. Forskerne ønsker at teste energiforskellen mellem energiniveauerne 1s og 2s. Fordi de to energiniveauer i brint har det samme impulsmoment, har det øverste energiniveau en relativ lang levetid på 122 ms, hvilket gør at energiforskellen mellem de to energiniveauer kan måles meget præcist.
Aegis-forsøget vil forsøge at måle tyngdekraftens virkning på antibrint. Forskerne vil derfor fremstille en antibrintstråle og sende den gennem et Moiré-deflektometer. Denne består af to gitre, der sidder med en halv meters afstand og skal bruges til at kortlægge antibrintatomernes bane. Når antibrintstrålen passerer hvert af gitrene, annihileres nogle antibrintatomer med disse. Ud fra de mønstre, som annihileringerne danner, er det muligt at kortlægge antibrintstrålens bane. Forskerne stræber efter at gøre dette med en procents nøjagtighed. Dog skal forsøget køles ned til 50 milliKelvin for at undgå støj i strålen.
Neutrinodetektoren IceCube vil forsøge at måle tyngdekraften indirekte ved at måle antineutrinoer. Tesen er, at der inde i sorte huller bliver dannet nok energi til at skabe et neutrino-antineutrino-par. Hvis antistof frastødes af stof vil dette sende en antineutrinostråle ud af det sorte hul. Hvis det sorte hul i mælkevejens centrum udsendte sådan en stråle vil det være muligt for IceCube at måle det.

## Oprindelse og asymmetrien
Da antistof ifølge CPT-symmetrien er et perfekt spejlbillede af normalt stof, mener man, at der også burde opstå lige så meget antistof som normalt stof ved Big Bang, dette skyldes, at massen, der blev skabt ud fra energi ifølge formlen E=mc² blev dannet ved pardannelse. Der skulle altså eksistere lige så meget antistof som stof i universet, eller der skulle slet ikke have været noget masse i universet i dag, for hvis stof og antistof blev skabt i lige mængde, ville de have annihileret hinanden lige efter big bang. Floyd Stecker foreslog i 1979, at forholdene efter big bang havde gjort, at der var nogle steder med mere stof og andre steder med mere antistof og pga. universets udvidelse forblev der et overskud stof i nogle dele af universet, mens der i andre var et overskud af antistof. En anden forklaring kunne være at antistof frastødes af stof pga. en antityngdekraft.
Der er endnu ikke fundet den del af universet, der skulle bestå af antistof. Ud fra annihilationssignalerne kan man se, at der er langt flere partikler end antipartikler. Det er dog heller ikke muligt at se på en galakse, om den er lavet af stof eller antistof. Dette skyldes, at lys vekselvirker på samme måde med antistof som med stof. Ud fra annihilationssignalerne kan forskerne konkludere, at hvis der fandtes et område domineret af antipartikler, ville det være 65 millioner lysår fra jorden, for ellers ville der være flere annihilationer. For at finde disse områder prøver forskerne at finde antiheliumkerner, som består af to antiprotoner og to antineutroner. Grunden til, at man leder efter antihelium er, at det er næsten umuligt for det at blive skabt ud fra sammenstød af kosmisk stråling. Hvor der er en lille sandsynlighed for at skabe antideuteriumkerner er sandsynligheden for at der skabes antiheliumkernen så lille at det vil tage 15 milliarder år at skabe en antiheliumkerne. Dette skyldes at de fire partikler skulle skabes samme sted på samme tid og have den rigtige fart til at kunne gå sammen til en kerne. Hvis forskerne finder en antiheliumkerne vil det være et stærkt bevis på eksistensen af antigalakser. Antiheliumkernerne ville nemlig være skabt i en antistjerne i en antigalakse.
De fleste forskerne hælder til en teori, der siger, at efter big bang var der et overskud af stof, som gjorde da antistoffet annihilerede med stoffet, blev der stof i overskud. Dette overskud kaldes baryonasymmetrien, da forholdet mellem stof og antistof historisk blev målt ved at måle på forholdet mellem baryoner og antibaryoner. I dag bruger man kvarker og antikvarker, da disse er baryonernes og antibaryonernes byggesten. Ved at måle på baggrundsstrålingen er det muligt at finde ud af, hvor mange partikler, der var i forhold til antipartikler, da antipartiklerne forsvandt. For hver en milliard antipartikler var der en milliard og en partikler. Processen, der skabte dette stofoverskud, kaldes baryogenesis
I 1967 opstillede Andrei Sakharov tre kriterier for, at baryogenesisprocessen kunne finde sted. For det første skal der være en proces hvorved baryonnummeret kan ændres. Baryonnummeret er et tal, der beskriver forholdet mellem baryoner og antibayoner i universet, og en sådan proces er endnu ikke blevet detekteret. For det andet skal der være en forskel mellem stof og antistof, på en sådan måde, at der kan komme et stofoverskud og ikke et antistofoverskud. For det tredje skal processen, der fører til ændringen af baryonnummeret være ude af termisk ligevægt, da en sådan ligevægt ville føre til en udligning af baryoner og antibaryoner. Ifølge den elektrosvage teori er alle tre betingelser for baryogenesis mulige. Dog er forskellen mellem stof og antistof ikke stor nok til at skabe en milliard antipartikler pr. en milliard og en partikler. Forskellen der er fundet vil kun give et stofoverskud til at skabe en galakse. Derfor er det nødvendigt for forskerne at kigge udenfor standardmodellen grænser.

## Naturlig produktion
Antistof kan produceres naturligt ved pardannelse og findes naturligt i den kosmiske stråling. Antipartikler skabes også ved betahenfald. Ved beta-plus henfald omdannes en proton til en neutron, hvorved der skabes en neutrino og en positron. Ved beta-minus henfald omdannes en neutron til en proton, hvorved der skabes en antineutrino og en elektron.
Man har opdaget, at antiprotoner findes imellem Van Allen strålingsbælterne i magnetosfæren om jorden.

## Kunstig produktion
En hypotetisk økonomisk effektiv måde at lave antistof på, ville være at trække antistoffets elementarpartikler; antipartiklerne ud af virtuelle partikler.

### Positroner
I 1932 blev positronen fundet eksperimentelt af Carl Anderson. Han skabte dem ved at lade baggrundsstrålingen og tunge atomer vekselvirke, hvorved en elektron og en positron blev skabt ved pardannelse. Positron blev detekteret i et tågekammer, hvor partiklernes baner blev kortlagt. Tågekammeret befandt sig i et magnetfelt og derved kunne man se to partikler med samme afbøjning, men i to forskellige retninger. I 2008 lykkedes det forskerne at finde en ny måde at fremstille positroner på hvor der kan skabes flere positroner og dette sker hurtigere. Forskerne beskød en guldskive med korte laser-glimt og elektroner og positroner blev skabt ved pardannelse. På denne måde lykkedes det forskerne at skabe over 100 milliarder positroner.

### Antiprotoner
Antiprotonen blev første gang fundet eksperimentelt i 1955 af Emilio Gino Segrè og Owen Chamberlain i Berkeley ved ved at bruge Bevatron acceleratoren. De to fysikere fik nobelprisen i fysik for deres opdagelse i 1959.

### Antineutroner
Antineutronen blev første gang fundet eksperimelt i Bevatron af forskerne William Wenzell, Bruce Cork, Glenn Lambertson og Oreste Piccioni i Berkeley.

### Antibrint
Det første antibrint blev skabt i 1995 ved at bruge LEAR på CERN og det blev bekræftet af forskere ved Fermilab i 1996 I 2002 blev de første kolde antibrintatomer skabt af forskerteamet ATHENA ved CERN ved hjælp af Antiproton Decelerator (AD). Dette var også første gang at antistof blev produceret i store mængder.  I 2010 lykkes det for første gang forskerteamet ALPHA at fastholde antibrint i 172 millisekunder. 

### Anti-atomkerner

#### Antideuteron og antitrition
Antideuteron var den første antiatomkerne, der blev kunstig produceret. Antideuteron blev første gang detekteret d. 11. marts 1965 af forskerne Mario Morpurgo og Guido Petrucci ved at separere partiklerne i en stråle af negative partikler. Med opdagelsen af antideuteron beviste man for første gang at antiatomkerner kunne eksistere og at der kunne eksistere antiatomer større end antibrint. Antitrition blev første gang fundet i 1975.

#### Antiheliumkerner
Antihelium-3, som består af to antiprotoner og et antineutron, blev fundet eksperimentelt i 1970 af et russisk forskerteam. Det første helium-4, som består af to antiprotoner og 2 antineutroner, blev fundet af forskerteamet STAR Collaboration ved Brookhaven National Laboratory i USA. Dette offentliggjorde forskerteamet d. 22. marts 2011. Dette skete ved at støde guldatomkerner sammen med en energi med 200 GeV i Relativistic Heavy Ion Collider (RHIC). Sammenstødende gør at der kortvarigt skabelsen af kvark-gluon plasma. Når denne tilstand afkøles samles kvanterne og antikvanterne i plasmaet og dette gav anledning til skabelsen af 18 antihelium-4.

## Brug

### Lægevidenskaben
Positronemissionstomografi er et eksempel på et område, hvor antistof bruges praktisk i dag. Lægerne giver patienten et radioaktivt materiale, der henfalder ved betaplusstråling, og som udsender positroner. Når positronen så annihilerer, udsendes der to fotoner, som det er muligt for PET-skanneren at detektere, fordi de har en karakteristisk energi på 511 keV. Disse fotoner udsendes i modsat retning, og derved er det muligt at afgøre, hvor i kroppen de kom fra. Det radioaktive matriale kan bl.a. være ¹¹C, som kan indsættes i et sukkermolekyle i stedet for ¹²C. Sukkeret optages hurtigere i celler med høj metabolisme, som f.eks. kræftceller. Kræftcellerne vil derved lyse mere op på scanningsbillederne i forhold til andre celler. Det er også muligt at se på blodgennemstrømningen i de forskellige dele af kroppen. Til dette bruges et stof, som ikke optages så hurtig som sukker. Hjerneceller, der bliver brugt har en større blodgennemstrømning, og det er derfor muligt at undersøge, hvilke dele af hjernen der er aktive ved forskellige aktiviteter.
Forskerne ved ACE-forsøget forsker i at bruge antiprotoner til strålebehandling mod kræft. Den konventionelle strålingebehandling er at bruge røntgenstråler, men problemet ved dette er, at det raske væv omkring kræftknuden får næsten ligeså meget stråling som kræftcellerne. Røntgenstrålingen har også en anden ulempe, nemlig at den trænger hele vejen igennem kroppen. Man kan undgå nogle af problemerne ved at bruge protonstråling i stedet for røntgen, idet protoner afsætter en større energi i selve tumoren end røntgen ved den samme beskadigelse af det omgivende væv. Samtidigt stopper protonerne i kræftknuden og beskadiger således ikke cellerne længere inde. Forskerne ved ACE har vist, at antiprotoner afgiver 4 gange så meget energi i kræftknuden som protoner ved samme beskadigelse af det omgivende væv. De partikler, der bliver skabt når antiprotoner annihilerer afsætter ikke nævneværdig energi i kroppens andre celler. Dog vil prisen blive noget højere, end den er i dag. I dag koster et behandlingsforløb omkring 70.000 kr, men med antiprotoner ville det koste ca 1 million kr.

### Brændstof
Antistof er foreslået som "brændstof" til rumfart.  Det skyldes, at den energi der kan udvikles ved at 0.5 kg antistof annihilerer med 0.5 kg stof er størrelsesordener større end den energi man kan få fra 1 kg 235U, som igen er størrelsesordener større end hvad man kan få fra 1 kg kemisk brændstof.[kilde mangler] En antistofmotor kan også have en meget højere specifik impuls end en kemisk raket.
Tidligere har det været foreslået at bruge antiproton-proton-reaktioner som raketbrændstof, men idet disse reaktioner udsender meget energirige gammastråler, som kan gøre motorens materiale radioaktivt, påtænker man i dag at bruge positron-elektron-reaktioner. Disse reaktioner udsender gammastråling med væsentlig mindre energi.
Antistoffet til antistofmotoren kan komme fra partikelacceratorer. Det tager dog lang tid at lave antistof. Hvis CERN brugte alle deres acceleratorer til at fremstille antistof ville de kunne fremstille 1 g antistof pr. milliard år. Den totale mængde antistof, som CERN har produceret indtil år 2011 er mindre end 10 nanogram. Det svarer til den energi en 60 W pære bruger på 4 timer. Med den teknologi der er ved at blive udviklet kan man lave 10 milligram, den mængde der skal bruges til at komme mars, for 250 millioner dollars. En anden mulighed er at indfange antipartikler fra den kosmiske stråling. Forskerne ved UC San Diego arbejder i dag på at lave den største positronfælde, som kan holde over en billion positroner fanget på en gang.

## Fodnoter
1. ↑  Kjær Nielsen, Kristian (16. juni 2003). "Er den nedre grænse for Higgspartiklens masse gaugeafhængig?" (PDF). Fysisk Institut Syddansk Universitet. s. 134. Arkiveret fra originalen (PDF) 28. juni 2007. Hentet 10. maj 2011.
2. 1 2 3 4 5 6 7  Uggerhøj, Ulrik I. og Knudsen, Helge (2001). "Antipartikler" (PDF). Aktuel Naturvidenskab (6): 11-14. Arkiveret fra originalen (PDF) 5. marts 2016. Hentet 21. marts 2011.{{cite journal}}:  CS1-vedligeholdelse: Flere navne: authors list (link)
3. 1 2 3  "The History of Antimatter - From 1928 to 1995" (engelsk). Arkiveret fra originalen 16. januar 2011. Hentet 11. februar 2011.
4. ↑  "Ideas - Antimatter" (engelsk). Hentet 11. februar 2011.
5. 1 2  Madsen, Niels. "Antistof - et spejlbillede af vores univers" (PDF). Arkiveret (PDF) fra originalen 9. december 2008. Hentet 20. februar 2011.
6. 1 2  Uggerhøj 2006, s. 167
7. ↑  Uggerhøj 2006, s. 164
8. 1 2 3 4 5 6  Hildebrandt, Sybille (1. juli 2010). "Antistof kan afsløre en ny form for tyngdekraft". videnskab.dk. Arkiveret fra originalen 16. oktober 2010. Hentet 4. februar 2011.
9. 1 2 3  Courtland, Rachel (12. juni 2008). "Would an antimatter apple fall up?" (engelsk). New Scientist. Hentet 4. februar 2011.
10. ↑  "ASACUSA – Atomic Spectroscopy And Collisions Using Slow Antiprotons - Hybrid atoms straddle the antiworld" (engelsk). Hentet 20. februar 2011.
11. ↑  "Tools - Experimental Areas" (engelsk). 2000. Hentet 20. februar 2011.
12. 1 2 3  Madsen, Niels (13. august 2010). "Cold antihydrogen: a new frontier in fundamental physics" (engelsk). Royal Society Publishing. Hentet 21. februar 2011.
13. ↑  Hangst, Jeffrey (18. juli 2007). "Keeping antihydrogen: the ALPHA trap" (engelsk). Cern Courier. Arkiveret fra originalen 1. januar 2011. Hentet 20. februar 2011.
14. 1 2  Ramskov, Jens (2. oktober 2010). "Detektor på Antarktis kan afsløre om antityngdekraft findes". Ingeniøren. Hentet 23. februar 2011.{{cite web}}:  CS1-vedligeholdelse: url-status (link)
15. 1 2 3  Doser, Michael (29. oktober 2009). "Measuring the fall of antihydrogen: the AEGIS experiment at CERN" (engelsk). Ludwig-Maximilians-Universität München. Hentet 23. februar 2011.
16. ↑  Hildebrandt, Sybille (6. maj 2008). "Dansk fysiker i kapløb om at løse antibrint-gåden". videnskab.dk. Arkiveret fra originalen 3. oktober 2009. Hentet 22. februar 2011.
17. ↑  Madsen, Niels (2006). "Greb om Antibrint - virkelighedens engle og dæmoner" (PDF). Aktuel Naturvidenskab (2): 22-25. Arkiveret fra originalen (PDF) 4. marts 2016. Hentet 21. marts 2011.
18. 1 2 3 4  Barry, Patrick (12. maj 2007). "The hunt for antihelium: finding a single heavy antimatter nucleus could revolutionize cosmology" (engelsk). Science News. Hentet 25. februar 2011.
19. ↑  "Antimatter - Highly volatile" (engelsk). 2009. Hentet 25. februar 2011.
20. 1 2 3 4  Sather, Eric (1996). "The Mystery of the Matter Asymmetry" (PDF) (engelsk). Hentet 25. februar 2011.
21. 1 2  Uggerhøj 2006, s. 169-171
22. ↑  Lund, Mikkel D. ; Thomsen, Heine D. ; Uggerhøj, Ulrik I. og Knudsen, Helge (2009). "Atom nummer nul" (PDF). Aktuel Naturvidenskab (2): 4-7. Arkiveret fra originalen (PDF) 5. marts 2016. Hentet 21. marts 2011.{{cite journal}}:  CS1-vedligeholdelse: Flere navne: authors list (link)
23. 1 2  Bendix, Henrik (2011). "Kosmisk fiskenet skal fange antipartikler". Illustreret Videnskab (4): 60-63.
24. ↑  Uggerhøj, Ulrik I. (2003). "Kosmiske humlebier" (PDF). Aktuel Naturvidenskab (3): 10-13.{{cite journal}}:  CS1-vedligeholdelse: url-status (link)
25. ↑  Fynbo, Hans og Zinner, Nikolaj (2007). "Grundstoffernes historie" (PDF). Aktuel Naturvidenskab (6): 18-23. Arkiveret fra originalen (PDF) 5. marts 2016. Hentet 21. marts 2011.{{cite journal}}:  CS1-vedligeholdelse: Flere navne: authors list (link)
26. ↑  7 August 2011, BBC News: Antimatter belt around Earth discovered by Pamela craft Citat: "...the particles could also prove to be a novel fuel source for future spacecraft – an idea explored in a report for Nasa's Institute for Advanced Concepts..."
27. ↑  Nov 17, 2011, phys.org: Scientists create light from vacuum Citat: "... Scientists at Chalmers University of Technology have succeeded in creating light [ fotonpartikler ] from vacuum – observing an effect first predicted over 40 years ago...In fact, the vacuum is full of various particles that are continuously fluctuating in and out of existence. They appear, exist for a brief moment and then disappear again. Since their existence is so fleeting, they are usually referred to as virtual particles... By changing the direction of the magnetic field several billions of times a second the scientists were able to make the “mirror” vibrate at a speed of up to 25 percent of the speed of light..."Relatively little energy is therefore required in order to excite them out of their virtual state. In principle, one could also create other particles from vacuum, such as electrons or protons, but that would require a lot more energy."..."
28. ↑  "Laser creates billions of antimatter particles" (engelsk). cosmos magazine. 19. november 2008. Arkiveret fra originalen 5. marts 2012. Hentet 14. marts 2011.
29. 1 2  "The Berkeley Lab Accelerators: Bevatron and HILAC" (engelsk). University of California. Arkiveret fra originalen 16. maj 2011. Hentet 14. marts 2011.
30. ↑  "The Nobel Prize in Physics 1959" (engelsk). nobelprize.org. Hentet 14. marts 2011.
31. ↑  "First atoms of antimatter produced at CERN" (engelsk). Arkiveret fra originalen 20. august 2010. Hentet 7. september 2010.
32. ↑  "The History of Antimatter - The Accelerator Era - Low energy frontier" (engelsk). Arkiveret fra originalen 24. maj 2012. Hentet 21. marts 2011.
33. ↑  "The true story of antimatter" (engelsk). Hentet 21. marts 2011.
34. ↑  Ramskov, Jens (18. november 2010). "Gennembrud i Cern: Fysikere har fanget antistof". Ingeniøren. Arkiveret fra originalen 25. november 2010. Hentet 20. december 2010.
35. ↑  Zichichi, Antonino (29. april 2009). "Why antihydrogen and antimatter are different" (engelsk). Cern Courier. Arkiveret fra originalen 11. maj 2009. Hentet 19. april 2011.
36. 1 2  Ramskov, Jens (22. marts 2011). "Første observation nogensinde af Jordens tungeste antistof". Ingeniøren. Arkiveret fra originalen 25. marts 2011. Hentet 19. april 2011.
37. ↑  Zyga, Lisa (22. marts 2011). "Physicists observe antihelium-4 nucleus, the heaviest antinucleus yet". Cornell University Library. Hentet 19. april 2011.
38. ↑  "Observation of the antimatter helium-4 nucleus". PhysOrg.com. Hentet 19. april 2011.
39. ↑  "PET-scanneren". Niels Bohr Institutet, Københavns Universitet. Hentet 5. marts 2011.
40. 1 2  Bassler, Niels ; Møller, Søren Pape ; Uggerhøj, Ulrik I. og Knudsen, Helge (2006). "Antipartikler mod kræft" (PDF). Aktuel Naturvidenskab (6): 4-7. Arkiveret fra originalen (PDF) 6. marts 2016. Hentet 21. marts 2011.{{cite journal}}:  CS1-vedligeholdelse: Flere navne: authors list (link)
41. ↑  Hildebrandt, Sybille (19. november 2008). "Antiprotoner smadrer kræftcellernes arveanlæg". videnskab.dk. Hentet 9. marts 2011.
42. ↑  Hildebrandt, Sybille (19. november 2008). "Danske fysikere vil bruge antipartikler til kræftbehandling". videnskab.dk. Hentet 9. marts 2011.
43. ↑  Ramskov, Jens (19. august 2005). "Antistoffabrikken i Schweiz". Ingeniøren. Hentet 19. marts 2011.{{cite web}}:  CS1-vedligeholdelse: url-status (link)
44. 1 2  Young, Kelly (17. juni 2005). "'Antimatter harvester' may fuel future spacecraft". New Scientist. Hentet 19. marts 2011.
45. 1 2 3 4  Steigerwald, Bill (14. juni 2006). "New and Improved Antimatter Spaceship for Mars Missions". NASA. Hentet 20. marts 2011.
46. ↑  Borowski, Stanley K. (1987). "Comparison of Fusion/Antiproton Propulsion Systems for Interplanetary Travel" (PDF). NASA. Arkiveret fra originalen (PDF) 28. maj 2008. Hentet 19. marts 2011.
47. ↑  "Making antimatter". CERN. Arkiveret fra originalen 22. marts 2011. Hentet 20. marts 2011.
48. ↑  McDonald, Kim (18. februar 2011). "Physicists Build Bigger 'Bottles' of Antimatter to Unlock Nature's Secrets". UC San Diego. Hentet 20. marts 2011.

- Arkiveret 29. juni 2020 hos  Wayback Machine The Big Bang Theory.